# Медисин Лейк
Медисин Лейк (на английски: Medicine Lake) е град в окръг Хенепин, Минесота, Съединени американски щати. Намира се на 10 km западно от Минеаполис. Населението му е 375 души (по приблизителна оценка от 2017 г.).
В Медисин Лейк е роден актьорът Тери Гилиъм (р. 1940).